# Cornel West
Cornel West (Tulsa, 2 de junho de 1953) é um filósofo, escritor, ator, crítico social, ativista dos direitos humanos e  intelectual público. É membro dos Socialistas Democráticos da América. É professor na Universidade de Princeton (EUA).
Neto de um ministro da Igreja Batista, West enfoca o papel da raça, gênero e classe na sociedade americana e os meios pelos quais as pessoas agem e reagem ao seu "condicionamento radical". Um socialista, ele extraiu contribuições intelectuais de várias tradições, incluindo o cristianismo, da "Black Church" (movimento denominado Cristandade Negra ou Cristindade Afro-Americana), o marxismo, o neopragmatismo, e o transcendentalismo.  Entre seus livros mais influentes estão Race Matters (Questões Raciais) de 1994 e Democracy Matters, de 2004.
West é uma voz franca na política de esquerda nos Estados Unidos. Durante sua carreira, ele ocupou cargos de professor e bolsas de estudo nas Universidades de Harvard, Yale, Seminário Teológico da União (Nova York), Universidade de Princeton, Dartmouth College, Universidade de Pepperdine e Universidade de Paris. Ele também é um comentarista frequente sobre política e questões sociais em muitos meios de comunicação.
De 2010 a 2013, West co-apresentou um programa de rádio, Smiley and West, com Tavis Smiley.  Ele apareceu em vários documentários e fez aparições em filmes de Hollywood, como The Matrix Reloaded e The Matrix Revolutions, além de fornecer comentários para ambos os filmes. West também fez vários álbuns de palavra falada e hip hop e, devido a esse trabalho, foi nomeado Artista da Semana da MTV.  West co-apresentou um podcast, The Tight Rope, com Tricia Rose. Ele é um parceiro de conversa frequente com seu amigo Robert P. George, um proeminente intelectual conservador, com os dois frequentemente falando juntos em faculdades e universidades sobre o significado da educação em artes liberais, liberdade de expressão e diálogo civil.  Em 2020, ele foi listado pela revista Prospect como o quarto maior pensador da era COVID-19.

## Início da vida
West nasceu em 2 de junho de 1953, em Tulsa, Oklahoma,  e cresceu em Sacramento, Califórnia, onde se formou na John F. Kennedy High School. Sua mãe, Irene Rayshell (Bias), era professora e diretora, e seu pai, Clifton Louis West Jr., era empreiteiro geral do Departamento de Defesa dos Estados Unidos. Seu avô, Clifton L. West Sr., era pastor da Igreja Batista Metropolitana de Tulsa. A Escola Elementar Irene B. West em Elk Grove, Califórnia, recebeu o nome de sua mãe.
Quando jovem, West marchou em manifestações pelos direitos civis e organizou protestos exigindo cursos de estudos negros em sua escola, onde era presidente do corpo estudantil. Mais tarde, ele escreveu que, em sua juventude, admirava "a sincera militância negra de Malcolm X, a raiva desafiadora do Partido dos Panteras Negras e a lívida teologia negra de James Cone ".
Em 1970, após terminar o colegial, matriculou-se no Harvard College e teve aulas com os filósofos Robert Nozick e Stanley Cavell. Em 1973, West formou-se em Harvard magna cum laude em línguas e civilização do Oriente Próximo.  Ele credita a Harvard por expô-lo a uma gama mais ampla de ideias, influenciadas por seus professores, bem como pelo Partido dos Panteras Negras.
West diz que seu cristianismo o impediu de ingressar nos Panteras Negras, em vez disso, escolheu trabalhar em programas locais de café da manhã, prisão e igreja.  Depois de concluir seu trabalho de graduação em Harvard, West se matriculou na Universidade de Princeton, onde recebeu o título de Doutor em Filosofia (PhD) em 1980, concluindo uma dissertação sob a supervisão de Raymond Geuss e Sheldon Wolin,  tornando-se o primeiro afro-americano a se formar em Princeton com doutorado em filosofia.
Em Princeton, West foi fortemente influenciado pelo neopragmatismo de Richard Rorty.  Rorty permaneceu um amigo próximo e colega de West por muitos anos após a formatura de West. O título da dissertação de West era Ética, Historicismo e a Tradição Marxista,  que mais tarde foi revisado e publicado sob o título As Dimensões Éticas do Pensamento Marxista.

## Carreira

### Nomeações acadêmicas
Com quase 20 anos, ele voltou para Harvard como fellow de W. E. B. Du Boism antes de se tornar professor assistente no Seminário Teológico da União (Nova York). Em 1984, ele foi para a Yale Divinity School, no que acabou se tornando uma nomeação conjunta em estudos americanos . Enquanto estava em Yale, ele participou de protestos no campus por um sindicato clerical e pelo desinvestimento do apartheid na África do Sul. Um dos protestos resultou em sua detenção e prisão. Como punição, a administração da universidade cancelou sua licença para o período da primavera de 1987, levando-o a se deslocar de Yale para New Haven, Connecticut, onde lecionava duas turmas, atravessando o Oceano Atlântico até a Universidade de Paris.
Ele então retornou ao Seminário Teológico da União (Nova York) por um ano antes de ir para Princeton para se tornar professor de religião e diretor do Programa de Estudos Afro-Americanos de 1988 a 1994.  Depois de Princeton, ele aceitou uma nomeação como professor de Afro-Americano. Estudos americanos na Universidade de Harvard, com uma nomeação conjunta na Harvard Divinity School.  West ministrou um dos cursos mais populares da universidade, uma aula introdutória sobre estudos afro-americanos.  Em 1998, ele foi nomeado para a Universidade Alphonse Fletcher. West usou essa nova posição para ensinar não apenas estudos afro-americanos, mas também divindade, religião e filosofia.  West também foi introduzido na fraternidade "Omicron Delta Kappa" em 1998 na Universidade Estadual de Nova York em Plattsburgh.
West deixou Harvard após uma disputa amplamente divulgada com o então presidente Lawrence Summers em 2002.  Naquele ano, West voltou para Princeton, onde ajudou a fundar o Centro de Estudos Afro-Americanos em 2006. Em 2012, West deixou Princeton e voltou para a instituição onde iniciou sua carreira docente, o Seminário Teológico da União (Nova York).  Sua saída de Princeton, ao contrário de Harvard, foi bastante amigável. Ele continuou a ministrar cursos ocasionais em Princeton como emérito como Professor Universitário da Classe de 1943 no Centro de Estudos Afro-Americanos.
West voltou para Harvard em novembro de 2016, deixando o Seminário Teológico da União (Nova York) para um cargo não efetivo como Professor de Prática de Filosofia Pública, nomeado conjuntamente na Harvard Divinity School e na Escola de Pós-Graduação em Artes e Ciências Departamento de Estudos Africanos e Afro-Americanos.

Em fevereiro de 2021, circularam relatos de que West teve negada a consideração para estabilidade em Harvard e ameaçou deixar a universidade mais uma vez.  Em 8 de março de 2021, West anunciou que deixaria Harvard e se mudaria para o Seminário Teológico da União (Nova York).  Ele apresentou uma carta de demissão a Harvard em 30 de junho de 2021.  West deu a entender que a decisão de negar-lhe o cargo foi uma retaliação por sua posição crítica sobre Israel e a causa palestina. Ele escreveu:
"Harvard é um lugar para um homem negro livre como eu, cuja fé cristã e testemunho valorizam bebês palestinos e judeus - como todos os bebês - e rejeitam todas as ocupações como imorais?"
Em uma petição, assinada por mais de 90 organizações em Harvard, incluindo grupos judaicos como a Coalizão Judaica pela Paz, os estudantes chamaram a negação do cargo de "uma prova da expulsão contínua de Harvard de professores que oferecem análises incisivas da supremacia branca, capitalismo racial, sionismo e o complexo militar-industrial, todos os quais o professor West critica fervorosamente". Em 1º de julho de 2021, West voltou ao corpo docente do Seminário Teológico da União (Nova York)  na cidade de Nova York, ocupando a prestigiosa Cátedra Dietrich Bonhoeffer. Filiado à Universidade de Columbia Unive, o Seminário Teológico da União (Nova York) tem servido como a faculdade constituinte de teologia de Columbia desde 1928.
O professor West recebeu mais de 20 títulos (graus) honorários e o Prêmio do Livro Americano,  ele escreveu ou contribuiu para mais de vinte livros publicados. West é um membro de longa data dos Socialistas Democráticos da América, para os quais atuou como presidente honorário.  Ele também é co-fundador da Rede de Progressistas Espirituais.  West faz parte do conselho consultivo da International Bridges to Justice.  Em 2008, recebeu um reconhecimento especial do Conselho Cultural Mundial.  West também é membro da fraternidade "Alpha Phi Alpha" e seu "Conselho de Políticas Globais", um think tank cujo objetivo é expandir o envolvimento da fraternidade na política e na política social do mundo atual, de modo a abranger preocupações internacionais.
West foi comparado a WEB Du Bois como outro prolífico pensador afro-americano. Ele foi citado como "talvez a recuperação contemporânea mais influente de Du Bois".  Ao estabelecer West dentro da tradição de pensamento racial de Du Bois, os estudiosos enfatizam as semelhanças em seu pensamento intelectual e suas presenças estéticas. Tanto Du Bois quanto West costumavam usar ternos e gravatas de várias peças. Eles criaram seus trajes físicos para combinar com os homens disciplinados da raça negra. Suas escolhas modestas de roupas também refletiam a crença de Du Bois na "mente e no corpo como disciplinados e contidos".
West tem sido amplamente citado na imprensa popular.  Sua bolsa de estudos foi criticada e elogiada; O editor literário do New Republic, Leon Wieseltier, chamou a escrita de West de "sectária, sem humor, pedante e egoísta".  West foi eleito membro da Sociedade Filosófica Americana em 1997 e da Academia Americana de Artes e Ciêcncias em 1999.

### Carreira no entretenimento
West aparece como o personagem Conselheiro West nos filmes The Matrix Reloaded e The Matrix Revolutions e também dá voz a esse personagem no videogame Enter the Matrix.  Além disso, West fornece comentários filosóficos sobre todos os três filmes Matrix em "The Ultimate Matrix Collection", junto com o teórico integral Ken Wilber.
Ele também fez várias aparições em documentários, como o filme Examined Life de 2008, um documentário com vários acadêmicos discutindo filosofia em contextos do mundo real. West, "dirigindo por Manhattan, ... compara a filosofia ao jazz e ao blues, lembrando-nos de como uma vida mental pode ser intensa e revigorante".  Ele também aparece em uma conversa com Bill Withers no documentário de Bill Withers, Still Bill.
West fez aparições frequentes no talk show político com sua aparição mais recente em 10 de junho de 2022 (Tempo real com Bill Maher). Um personagem baseado em West e eventos em sua carreira apareceu no episódio "Anti-Thesis" de Law & Order: Criminal Intent , significativo por apresentar a vilã recorrente Nicole Wallace.
Em maio de 2012, West estrelou a sexta temporada da série de comédia da televisão americana 30 Rock , " O que acontecerá com a gangue no próximo ano?. Na frente musical, West gravou uma recitação da canção "Jim Crow" de John Mellencamp para inclusão no box set do cantor "On the Rural Route 7609" em 2009.
Em 2010, ele concluiu a gravação com a "Cornel West Theory", uma banda de hip hop aprovada por West.  Ele também lançou vários álbuns de hip-hop/soul/spoken word. Em 2001, West lançou seu primeiro álbum, "Sketches of My Culture. Street Knowledge" seguido em 2004.  Em 2007, West lançou "Never Forget: A Journey of Revelations", seu terceiro álbum que incluiu colaborações com nomes como Prince, Talib Kweli, Jill Scott, Andre 3000, KRS-One  e o falecido Gerald Levert.
West apareceu na canção "Sign of the Times" (Sinais dos Tempos) do Immortal Technique, que apareceu no álbum de 2011 The Martyr.  Em 2012, ele participou da música "Letter to My Countrymen" de Brother Ali, que apareceu no álbum Mourning in America and Dreaming in Color. Em abril de 2019, Robert P. George e West participaram de uma discussão de "série de montagem" na Washington University em St. Louis intitulada "Liberal Arts Education: What's The Point?".  West também é co-apresentador, junto com Tricia Rose, do podcast The Tight Rope.

## Disputa com Lawrence Summers
Em 2000, o economista e ex-secretário do Tesouro dos EUA, Lawrence Summers, tornou-se presidente de Harvard. Logo depois, Summers teve uma reunião privada com West, onde ele supostamente repreendeu West por faltar a muitas aulas, contribuir para o aumento de notas, negligenciar bolsas de estudo sérias e gastar muito tempo em seus projetos economicamente lucrativos.
Summers supostamente sugeriu que West produzisse um livro acadêmico condizente com sua posição de professor, já que sua produção recente consistia principalmente em volumes co-escritos e editados. De acordo com alguns relatos, Summers também se opôs à produção de um disco de mídia (CD) de West, o criticando duramente (Sketches of My Culture) e à sua campanha política, incluindo passar três semanas para promover a campanha presidencial de Bill Bradley em 2000.  West afirmou que havia perdido apenas uma aula durante seu tempo em Harvard "para fazer uma palestra em uma conferência patrocinada por Harvard sobre AIDS". Summers também supostamente sugeriu que, como West ocupava o cargo de professor da Universidade de Harvard e, portanto, se reportava diretamente ao presidente, ele deveria se encontrar com Summers regularmente para discutir o progresso de sua produção acadêmica.
Summers se recusou a comentar os detalhes de sua conversa com West, exceto para expressar a esperança de que West permanecesse em Harvard. Logo depois, West foi hospitalizado com câncer de próstata. West observou que Summers não lhe desejou melhoras até semanas após sua cirurgia, enquanto a recém-empossada presidente de Princeton, Shirley Tilghman, o contatou com frequência antes e depois de seu tratamento. 
Em 2002, West deixou a Universidade de Harvard para retornar a Princeton. West atacou Lawrence Summers em entrevistas públicas, chamando-o de "o Ariel Sharon do ensino superior" no programa The Tavis Smiley Show da Rádio Pública Nacional. Em resposta a essas observações, cinco membros do corpo docente de Princeton, liderados pelo professor de biologia molecular Jacques Robert Fresco, disseram que viam com "forte desaprovação sua caracterização" de Summers e que "tal analogia carrega insinuações e implicações... o corpo docente de Princeton considera altamente inapropriado, na verdade repugnante e intolerável."  O jornal estudantil de graduação de Harvard, The Harvard Crimson, sugeriu em outubro de 2002 que a premissa do episódio "Anti-Thesis " da série Law and Order: Criminal Intent teria sido baseada nos conflitos de West com Summers.

## Ativismo

### Visões sobre raça nos Estados Unidos
West chamou os EUA de nação "patriarcal racista", onde a supremacia branca continua a definir a vida cotidiana. "A América branca", escreve ele, "foi historicamente obstinada em garantir a justiça racial e continuou a resistir em aceitar plenamente a humanidade dos negros". Ele continua dizendo que isso criou muitas "pessoas degradadas e oprimidas com fome de identidade, significado e valor próprio". West atribui a maioria dos problemas da comunidade negra à "angústia existencial derivada [d] da experiência vivida de feridas ontológicas e cicatrizes emocionais infligidas por crenças e imagens da supremacia branca que permeiam a sociedade e a cultura dos Estados Unidos".
Na opinião de West, os ataques de 11 de setembro "deram aos americanos brancos um vislumbre do que significa ser negro nos Estados Unidos", sentindo-se "inseguros, desprotegidos, sujeitos a violência aleatória e ódio por quem são".  "Os feios ataques terroristas contra civis inocentes em 11 de setembro", disse ele, "mergulhou todo o país na tristeza."  West foi preso em 13 de outubro de 2014, enquanto protestava contra o tiroteio de Michael Brown e novamente em 10 de agosto de 2015, durante uma manifestação do lado de fora de um tribunal , durante o aniversário de um ano da morte de Brown. O documentário de 2015 #Bars4Justice inclui imagens de West sendo preso na cidade Ferguson.

### Política
West se descreveu como um "socialista não marxista " (em parte porque não vê o marxismo e o cristianismo como conciliáveis)  e atua como presidente honorário dos Socialistas Democráticos da América, que ele descreveu como "o primeiro multirracial, organização socialista próxima o suficiente da minha política para que eu pudesse entrar."  Ele também se descreveu como um "democrata radical, desconfiado de todas as formas de autoridade" no documentário temático de Matrix, The Burly Man Chronicles.
West acredita que "a derrubada do feio regime totalitário de Saddam Hussein era desejável",  mas que a guerra no Iraque foi resultado de "manipulação desonesta" por parte do governo Bush.  Ele afirma que os altos funcionários da administração Bush "não são simplesmente elites conservadoras e ideólogos de direita", mas sim "niilistas evangélicos - embriagados de poder e movidos por grandes ilusões de dominação americana do mundo".
Ele acrescenta: "Estamos [agora] experimentando a triste gangsterização da América, uma compreensão desenfreada de poder, riqueza e status". Vendo o capitalismo como a causa raiz dessas alegadas luxúrias americanas, West adverte: "banaliza a preocupação com o interesse público. Isso coloca medo e insegurança no coração dos trabalhadores ansiosos. Também torna os eleitos obcecados por dinheiro e obcecados por pesquisas de opinião deferentes aos objetivos corporativos de lucro - muitas vezes à custa do bem comum."
West esteve envolvido em projetos como a "Million Man March" e "Russell Simmons 's Hip-Hop Summit", e trabalhou com figuras públicas como Louis Farrakhan e Al Sharpton, cuja campanha presidencial de 2004 West assessorou.
Em 2000, West trabalhou como conselheiro sênior do candidato presidencial democrata Bill Bradley. Quando Bradley perdeu nas primárias, West tornou-se um proeminente endossante de Ralph Nader, chegando a falar em alguns comícios de Nader. Alguns verdes tentaram convocar West para concorrer à presidência em 2004. West recusou, citando sua participação ativa na campanha de Al Sharpton. West, junto com outros proeminentes apoiadores do Nader 2000, assinaram a declaração "Vote to Stop Bush" instando os eleitores progressistas em estados indecisos a votarem em John Kerry, apesar de fortes desacordos com muitas das políticas de Kerry.
Em abril de 2002, West e o rabino Michael Lerner praticaram desobediência civil sentando-se na rua em frente ao Departamento de Estado dos EUA "em solidariedade aos irmãos e irmãs palestinos e israelenses que sofrem". West disse: "Devemos manter contato com a humanidade de ambos os lados."  Em maio de 2007, West juntou-se a uma manifestação contra "injustiças enfrentadas pelo povo palestino resultantes da ocupação israelense" e "para chamar a atenção para esta farsa de justiça de 40 anos". Em 2011, West convocou a Universidade do Arizona a se desfazer de empresas que lucram com a ocupação israelense dos territórios palestinos.
West também atua como co-presidente da Rede de Progressistas Espirituais (antiga Comunidade Tikkun). Ele co-presidiu a Força-Tarefa sobre Empoderamento dos Pais da "Organização Nacional de Parentalidade" e participou da Conversa Nacional sobre Raça do presidente Bill Clinton . Ele endossou publicamente a revista "In These Times" chamando-a de: "A revista de notícias mais criativa e desafiadora da esquerda americana". Ele também é editor colaborador da revista Sojourners.
A West apóia a Pessoas pelo Tratamento Ético dos Animais  (PETA) em sua campanha "Kentucky Fried Cruelty", destinada a eliminar o que a PETA descreve como tratamento desumano das galinhas pelo KFC. West é citado nos folhetos da PETA: "Embora a maioria das pessoas não conheça as galinhas tão bem quanto os cães e gatos, as galinhas são indivíduos interessantes com personalidades e interesses tão desenvolvidos quanto os cães e gatos com quem muitos de nós compartilhamos nossas vidas.."

Em 2008, West contribuiu com suas percepções sobre a atual questão global da escravidão modernizada e do tráfico humano no documentário Call+Response.  West é membro da Campanha pela Paz e Democracia.  Em 2011, West expressou sua frustração com alguns críticos do Occupy Wall Street que comentaram sobre a falta de uma mensagem clara e unificada do movimento. West respondeu dizendo:
É impossível traduzir a questão da ganância de Wall Street em uma ou duas demandas. Estamos falando de um despertar democrático... você está falando sobre aumentar a consciência política para que se espalhe por todas as partes do país, para que as pessoas possam começar a ver o que está acontecendo através de um conjunto de lentes diferentes, e então você começa a destacar quais seriam as demandas mais detalhadas. Porque, no final, estamos realmente falando sobre o que Martin King chamaria de revolução: uma transferência de poder dos oligarcas para pessoas comuns de todas as cores. E esse é um processo passo a passo.
Em 16 de outubro de 2011, West estava em Washington, DC , participando dos protestos do Occupy DC nas etapas da Suprema Corte sobre a decisão do tribunal no caso "Citizens United v. Federal Election Commission" no ano anterior.  Cinco dias depois, ele foi preso durante um protesto do Occupy Wall Street no Harlem contra a política de parar e revistar do Departamento de Polícia de Nova York. Em 2014, West co-iniciou a "Stop Mass Incarceration Network", um projeto do Partido Comunista Revolucionário dos EUA . Mais tarde naquele ano, ele e o presidente do  Partido Comunista Revolucionário dos EUA, Bob Avakian, participaram de uma discussão filmada sobre "Religião e Revolução".
Em agosto de 2017, West fez parte de um grupo de clérigos inter-religiosos e multirraciais que participou de um contra-protesto no "Unite the Right Rally" em Charlottesville, Virgínia; West afirmou que Antifa salvou suas vidas.  West é um defensor declarado de Julian Assange, dizendo em uma ocasião: "[Assange] tem simplesmente revelado alguns dos crimes e mentiras do império americano."

### Opiniões sobre Barack Obama
West sempre falou sobre a falta de liderança negra adequada e como isso leva à dúvida nas comunidades negras quanto ao seu potencial político para garantir a mudança.  West apoiou publicamente o candidato presidencial democrata de 2008, o senador Barack Obama. Ele falou para mais de 1.000 de seus apoiadores no Teatro Apollo no Harlem, em 29 de novembro de 2007.
West criticou Obama quando ele ganhou o Prêmio Nobel da Paz em 2009, dizendo que seria difícil para Obama ser "um presidente de guerra com um prêmio da paz". West retirou ainda mais seu apoio a Obama em uma entrevista em abril de 2011, afirmando que Obama é "um mascote negro dos oligarcas de Wall Street e um muppet negro de plutocratas corporativos. E agora ele se tornou o chefe da máquina de matar americana e tem orgulho disso."  Em novembro de 2012, West disse em uma entrevista que considerava Obama um "Republicano Rockefeller de cara preta ".
Em 2011, West participou de uma "Poverty Tour" (Tour pela Pobreza) com Tavis Smiley, seu co-apresentador do programa Smiley & West da Public Radio International. A turnê se tornou um especial de duas partes em seu programa de rádio, bem como um especial de cinco noites no programa de televisão da PBS, Tavis Smiley . Eles contaram sua experiência na turnê em seu livro best-seller de 2012, The Rich and the Rest of Us (Os Ricos e o resto de Nós). O objetivo declarado da viagem era destacar a situação da população empobrecida dos Estados Unidos antes da eleição presidencial de 2012, cujos candidatos West e Smiley afirmaram ter ignorado a situação dos pobres.
Em 2014, West deu uma entrevista criticando Obama, chamando-o de "falsificado" que se apresentava como progressista. West definiu a presidência de Obama como "uma presidência de Wall Street, uma presidência de drone, uma presidência de segurança nacional".

### Eleição presidencial de 2016
Em 2015, West expressou seu apoio ao candidato democrata Bernie Sanders durante uma entrevista no CNN Tonight. West argumentou que os planos de Sanders de redistribuir a riqueza das elites de Wall Street para os membros mais pobres da sociedade seriam benéficos para a comunidade afro-americana.  Em 24 de agosto de 2015, West twittou: "Eu endosso o irmão BernieSanders porque ele é um corredor de longa distância com integridade na luta pela justiça por mais de 50 anos."
Em julho de 2016, depois que Sanders saiu da corrida presidencial, West apoiou a candidata do Partido Verde Jill Stein e seu companheiro de chapa Ajamu Baraka.  West, que é crítico da atual política externa intervencionista dos Estados Unidos, referiu-se à candidata democrata Hillary Clinton como um "desastre neoliberal" e acusou Clinton de meramente posar como progressista.
Após a vitória de Donald Trump, West afirmou em um artigo de opinião para o The Guardian que os eleitores brancos da classe média e trabalhadora "rejeitaram a negligência econômica das políticas neoliberais e a arrogância hipócrita das elites", mas "apoiaram um candidato que parecia culpar as minorias por sua miséria social, e que alienou imigrantes mexicanos, muçulmanos, negros, judeus, gays, mulheres e a China no processo".

### Eleição presidencial de 2020
West mais uma vez apoiou a campanha de Bernie Sanders em 2020.

### Eleição presidencial de 2024
Atualmente, West é candidato independente a presidente dos EUA.

## Trabalhos publicados[10]
- "Teologia negra e pensamento marxista" (1979) - ensaio.
- Profetize Libertação! Um cristianismo revolucionário afro-americano (1982).
- Filosofia Pós-Analítica, editado com John Rajchman (1985).
- Fragmentos Proféticos (1988).
- A evasão americana da filosofia: uma genealogia do pragmatismo (1989).
- Breaking Bread: Vida Intelectual Negra Insurgente (1991).
- As dimensões éticas do pensamento marxista (1991).
- Pensamento profético nos tempos pós-modernos: além do eurocentrismo e do multiculturalismo (1993).
- Questões Raciais (1993).
- Mantendo a fé: filosofia e raça na América (1994).
- Judeus e negros: um diálogo sobre raça, religião e cultura na América (com o rabino Michael Lerner, 1995).
- O futuro da raça (com Henry Louis Gates, Jr., 1996).
- Restaurando a Esperança: Conversas sobre o Futuro da América Negra (1997).
- A guerra contra os pais: o que podemos fazer pelos pais e mães sitiados da América (com Sylvia Ann Hewlett, 1998).
- O futuro do progressismo americano (com Roberto Unger, 1998).
- O século afro-americano: como os negros americanos moldaram nosso século (com Henry Louis Gates, Jr., 2000).
- Democracy Matters: vencendo a luta contra o imperialismo (2004).
- Comentários sobre Matrix, Matrix Reloaded e Matrix Revolutions; e The Ultimate Matrix Collection (com Ken Wilber, 2004).
- Esperança na corda bamba: palavras e sabedoria (2008).
- Irmão West: Vivendo e amando em voz alta (2009).
- O Rico e o Resto de Nós: Um Manifesto da Pobreza (com Tavis Smiley, 2012).
- Pró+Agonista: A Arte da Oposição (2012).
- Fogo Profético Negro (2014).[10]

## Filmografia[64]

### Filmes[64]
- Long Distance Revolutionary: Uma Jornada com Mumia Abu-Jamal, como ele mesmo (Cornel West).
- The Matrix Reloaded (2003) como Conselheiro West.
- The Matrix Revolutions (2003) como Conselheiro West.
- Briga de rua (2005).
- Vida Examinada (2008).
- A Vida Privada de Pippa Lee (2009) como Don Sexton.
- #Bars4Justice (2015) como ele mesmo (Cornel West).
- Chasing Trane: o Documentário de John Coltrane (2016) como ele próprio (Cornel West).
- No Safe Spaces (2019) como ele próprio (Cornel West).[64]

### Televisão[64]
- "What Will Happen to the Gang Next Year?" (2012), como ele próprio (Cornel West).[64]